# Bertha Quinn
Bertha Quinn (1873-1951) fue una sufragista y socialista británica, de Leeds, que fue arrestada cinco veces y una vez fue a prisión, convirtiéndose en una de las primeras sufragistas católicas en ser alimentadas a la fuerza después de una huelga de hambre. Quinn fue concejal laborista entre 1929 y 1943, y fue representante sindical de Tailors and Garment Workers entre 1915 y 1943. Quinn recibió la Medalla Papal Bene Merenti en 1946.

## Biografía
Bautizada como Bridget, pero siempre conocida como Bertha, Quinn nació en Middlesbrough en 1873, de padres católicos irlandeses. Quinn se convirtió en trabajadora de la industria de la confección y luego se unió al sindicato de trabajadores.

## Activismo sufragista
Quinn se involucró en la Unión Social y Política de Mujeres (sufragistas militantes de la WPSU, por sus siglas en inglés) junto con otras mujeres trabajadoras que se unieron a la Unión Nacional de Sociedades de Sufragio de Mujeres (NUWSS, por sus siglas en inglés), que estaba más alineada con el Partido Liberal y los empleadores. Quinn participó en las protestas de la WSPU, incluso encadenándose a las rejas de la Cámara de los Comunes, y fue arrestada cinco veces y encarcelada después de protestar cuando el Primer Ministro Asquith llegó a Leeds, la policía impidió brutalmente que ingresara al lugar, y acabó condenada a cinco días en la prisión de Armley, Leeds en octubre de 1908.
El 27 de abril de 1909, Quinn y otras cuatro miembros de la WSPU acompañaron a un varón al St. Stephen's Hall, en la Cámara de los Comunes, en principio para que su acompañante se reuniera con su parlamentario. A las 4pm, cuandó sonó el Big Ben, se acercaron a la estatua de Lord Somers y pegaron una pancarta que anunciaba un mitin en el Albert Hall de la WSPU, mientras que Theresa Garnett, Margery Humes y Sylvia Russell se pegaron a otras estatuas y otro militante (posiblemente Alys Pearsall Smith Russell) silbó y comenzó un discurso en el cercano Central Hall. La razón dada para esta protesta a la multitud que se reunió fue que las estatuas eran de hombres recordados por hacer campaña por las 'libertades británicas' en los días de Stuart y que ellas (las sufragistas) estaban haciendo lo mismo por los británicos del siglo XX. Esta inusual protesta recibió publicidad en la prensa, no solo en Gran Bretaña, sino también en lugares tan lejanos como Nueva Zelanda.
Cien años después, 78 diputadas firmaron una moción anticipada para conmemorar la acción de Quinn y las demás mujeres a favor de los derechos de las mujeres, para seguir alentando a todas las mujeres a usar su voto, y para que el Parlamento avance hacia la paridad de género.

## Vida política
Quinn era una de un grupo de católicos (que eran minoría en el país en ese momento) del el Sindicato de Trabajadores de la Sastrería y la Confección. Eso influyó en su postura sobre una serie de asuntos de actualidad. En el Congreso de Mujeres Laboristas en mayo de 1925, Quinn declaró que el control de la natalidad era un 'crimen contra Dios', y la información que lo respaldaba era 'inmundicia', solo para ser reprendida por 'Red Ellen' Wilkinson por ser insultante, instando a Quinn a no asumir motivos impuros de los delegados que 'mantenían puntos de vista igualmente sinceros pero opuestos’. La moción fue aprobada, pero el punto de vista fue de un lado a otro sobre el asunto, durante varios años, a través de diferentes convenciones y votaciones del Partido Laborista, ya que el partido estaba dividido. Durante la Huelga General de 1926, Quinn fue miembro destacada del Consejo de Acción de Leeds y luego elegida consejera laborista de 1929 a 1943, aunque fue expulsada del partido. A la edad de 73 años, todavía asistía como concejala a las reuniones del Consejo de Leeds y era descrita como 'ardiente'.
En una serie de conferencias de la Biblioteca de Leeds, el expolítico Michael Meadowcroft describió la personalidad de Quinn como "formidable pero difícil" con "gran pasión pero poca diplomacia".

## Internacionalismo y fe
En 1917, Quinn fue una de los dos delegados enviados a la Convención de Leeds del Partido Laborista Independiente y el Partido Socialista Británico, con 1.150 personas que se unieron a los principales políticos del momento, incluidos Keir Hardie, Asquith, Lloyd George, Ramsay MacDonald, Bernard Russell, Ernest Bevin, que incitaba tanto a la solidaridad con los trabajadores como con los soldados rusos tras la revolución rusa. Los dignatarios de la ciudad se resistieron al evento, pero se llevó a cabo. Presentó mociones sobre la paz mundial, una carta de derechos humanos y felicitó a los trabajadores revolucionarios rusos e incluso alentó el activismo organizado en la clase obrera británica.
En el Congreso de Sindicatos de 1936, Quinn, del Sindicato de Trabajadores de la Confección y los Sastres, fue una de las líderes de los trabajadores católicos que, sin embargo, se opuso a la Guerra Civil Española y denunció los ultrajes en ambos lados de ese conflicto diciendo que "se habían perpetrado ultrajes rojos en España". Quinn objetó en el congreso de su propio sindicato que se estaba pidiendo a los grupos de trabajadores británicos que expresaran formalmente su solidaridad con los sindicatos españoles, un punto recogido por la prensa católica. Quinn también impidió que se recolectara ropa y se enviara al lado republicano. Su última palabra fue 'He manifestado mi punto de vista y eso es todo lo que quería'.

## Muerte
Quinn murió en Leeds, en 1951, y su Misa de Réquiem en la Catedral de Leeds fue muy concurrida. Quinn está enterrada en el cementerio de Killingbeek.

El Lord Mayor, Alderman H. O'Donnell escribió en el Yorkshire Post,
"[Quinn] ni se asustaba por sus convicciones, ni se reía de ellas. Se enfrentaba a todos los climas fuera de la catedral y vendía boletos para buenas causas. "A pesar de su lengua cáustica, era amiga leal de cualquiera en apuros, muy femenina, de buen vivir, sencilla, pensando en todos antes que en ella. Su vida fue un ejemplo para la generación más joven".